# Piccola mia
Piccola mia  è un film del 1933 diretto da Eugenio De Liguoro.

## Trama
Naria, una donna sposata e con una figlia si innamora di Paolo, un pilota automobilistico. Il marito Ugo la costringe a scegliere e lei decide di seguire il suo cuore e per vendetta le viene impedito di vedere la figlia.
Anche il pilota però continua a vivere la storia senza davvero pensare al loro futuro, anzi quando gli viene offerta l'occasione di partecipare ad un prestigioso rally non esita un attimo e parte senza la donna.
Tempo dopo, la bambina si ammala gravemente e per guarirla occorre un medicamento molto raro, difficile da trovare. Il pilota lascia la donna e lei anziché seguirlo torna dalla figlia e con una corsa finale riesce a reperire la medicina e a salvarla.

## La critica
Nel Corriere della Sera del 10 febbraio 1934 «La trama è debole, l'ingenuo tentativo degli autori di esasperare, per rinforzarla, la tensione drammatica della corsa finale, non poteva riuscire: dieci chilometri di automobile in una bellissima strada di pianura ormai non fanno più impressione a nessuno. Tuttavia le parti sportive e la gentilezza di certe scene potranno riconciliare al film un certo favore dei pubblici popolari».